# Wereldkampioenschappen boogschieten 2003
De wereldkampioenschappen boogschieten 2003 waren door de Fédération Internationale de Tir à l'Arc (FITA) georganiseerde kampioenschappen voor boogschutters. De 42e editie van de wereldkampioenschappen vond plaats in de Amerikaanse stad New York van 14 tot en met 20 juli 2003.

## Medailles

### Recurve
| Onderdeel             | Goud | Goud                                       | Zilver | Zilver                                            | Brons | Brons                                                  |
| --------------------- | ---- | ------------------------------------------ | ------ | ------------------------------------------------- | ----- | ------------------------------------------------------ |
| Mannen (individueel)  | ITA  | Michele Frangilli                          | KOR    | Im Dong-hyun                                      | AUS   | David Barnes                                           |
| Mannen (team)         | KOR  | Choi Young-kwang Im Dong-hyun Jang Yong-ho | SWE    | Mattias Eriksson Mikael Larsson Magnus Petersson  | ITA   | Ilario Di Buò Michele Frangilli Marco Galiazzo         |
| Vrouwen (individueel) | KOR  | Yun Mi-jin                                 | KOR    | Park Sung-hyun                                    | KOR   | Lee Hyun-jung                                          |
| Vrouwen (team)        | KOR  | Lee Hyun-jung Park Sung-hyun Yun Mi-jin    | JPN    | Yukari Kawasaki Sayoko Kawauchi Sayami Matsushita | UKR   | Natalia Boerdejna Tetjana Dorochova Joelia Lobzjenidze |

### Compound
| Onderdeel             | Goud | Goud                                      | Zilver | Zilver                                             | Brons | Brons                                          |
| --------------------- | ---- | ----------------------------------------- | ------ | -------------------------------------------------- | ----- | ---------------------------------------------- |
| Mannen (individueel)  | AUS  | Clint Freeman                             | USA    | Dave Cousins                                       | USA   | Braden Gellenthien                             |
| Mannen (team)         | USA  | Dave Cousins Braden Gellenthien Dee Wilde | ITA    | Fabio Girardi Mario Ruele Antonio Tosco            | CAN   | Travis Van Daele Kevin Tataryn Ed Wilson       |
| Vrouwen (individueel) | USA  | Mary Hamm                                 | USA    | Amber L. Dawson                                    | NED   | Irma Luyting                                   |
| Vrouwen (team)        | USA  | Amber L. Dawson Mary Hamm Aya Labrie      | FRA    | Valérie Fabre Cécile Jousselin Sandrine Vandionant | GER   | Petra Dortmund Dorith Landesfeind Andrea Weihe |

### Medaillespiegel
| Plaats | Land             | Goud | Zilver | Brons | Totaal |
| 1      | Verenigde Staten | 3    | 2      | 1     | 6      |
| 1      | Zuid-Korea       | 3    | 2      | 1     | 6      |
| 3      | Italië           | 1    | 1      | 1     | 3      |
| 4      | Australië        | 1    | 0      | 1     | 2      |
| 5      | Frankrijk        | 0    | 1      | 0     | 1      |
| 5      | Japan            | 0    | 1      | 0     | 1      |
| 5      | Zweden           | 0    | 1      | 0     | 1      |
| 8      | Canada           | 0    | 0      | 1     | 1      |
| 8      | Duitsland        | 0    | 0      | 1     | 1      |
| 8      | Nederland        | 0    | 0      | 1     | 1      |
| 8      | Oekraïne         | 0    | 0      | 1     | 1      |
| Totaal | Totaal           | 8    | 8      | 8     | 24     |